# Кубок націй ОФК 2024 (кваліфікація)
Відбірковий раунд Кубка націй ОФК 2024 року слугував кваліфікацією до Кубка націй ОФК  2024 року. Цей турнір став першим з 2002 року, коли кваліфікація до Кубка націй ОФК не була одночасно кваліфікацією до  чемпіонату світу від зони ОФК. 1 грудня 2023 року Тонга була підтверджена в статусі господаря кваліфікації. Турнір проходив з 20 по 26 березня 2024 року.

## Формат
Три команди зіграли зіграли по разу одна з одною за круговою системою. Усі матчі проходили на стадіоні Теуфайва Спорт у Нукуалофі. Переможець кваліфікувався на Кубок націй ОФК серед чоловіків 2024 року, щоб приєднатися до інших семи команд, які отримали потрапили до групового етапу напряму.

## Учасники
У кваліфікації взяли участь три команди. Це вперше з турніру 1996 року, коли Американське Самоа не взяло участь у турнірі. Цифри в дужках позначають рейтинг кожної команди у світовому рейтингу ФІФА на грудень 2023 року.
| Учасники кваліфікації                               | Не брав участь у кваліфікації | Не є асоційованим членом        |
| --------------------------------------------------- | ----------------------------- | ------------------------------- |
| 1. Острови Кука (185) 2. Самоа (186) 3. Тонга (196) | - Американське Самоа (188)    | - Тувалу (N/A) - Кірибаті (N/A) |

## Стадіон
| Тонга             |
| Нукуалофа         |
| ----------------- |
| Теуфайва Спорт    |
| Місткість: 10 000 |
| Нукуалофа         |

## Турнірна таблиця
| Поз | Команда      | І | В | Н | П | ГЗ | ГП | РГ | О | Кваліфікація           |     |   |     |     |
| --- | ------------ | - | - | - | - | -- | -- | -- | - | ---------------------- | --- | - | --- | --- |
| 1   | Самоа        | 2 | 2 | 0 | 0 | 5  | 1  | +4 | 6 | Вихід у фінальний етап |     | — | 1–0 | —   |
| 2   | Острови Кука | 2 | 1 | 0 | 1 | 1  | 1  | 0  | 3 |                        |     | — | —   | 1–0 |
| 3   | Тонга (H)    | 2 | 0 | 0 | 2 | 1  | 5  | −4 | 0 |                        | 1–4 | — | —   |     |

## Матчі
| 20 березня 2024 14:00 (UTC+13) |

| Тонга      | 1–4      | Самоа                                                 |
| ---------- | -------- | ----------------------------------------------------- |
| Кіте 90+5' | Протокол | - Тумуа 11' (пен.) - Віліаму 45+1', 60' - Стоуерс 89' |

| Теуфайва Спорт Глядачів: 500 Арбітр: Люк Гарднер (Нова Зеландія) |

| 23 березня 2024 11:00 (UTC+13) |

| Самоа       | 1–0      | Острови Кука |
| ----------- | -------- | ------------ |
| Тауалай 88' | Протокол |              |

| Теуфайва Спорт Глядачів: 300 Арбітр: Парі Ойто (Таїті) |

| 26 березня 2024 14:00 (UTC+13) |

| Острови Кука | 1–0      | Тонга |
| ------------ | -------- | ----- |
| - Сагабі 38' | Протокол |       |

| Теуфайва Спорт Глядачів: 500 Арбітр: Лорі Файрамоа (Соломонові Острови) |

## Бомбардири
Протягом турніру було забито  7 голів у 3 матчах, з середнім показником 2.33 голів за матч.
2 голи
- Натан Віліаму

1 гол
- Тейлор Сагабі
- Ітан Стоуерс
- Ва'а Тауалай
- Діло Тумуа
- Кулісітофа Кіте

Джерело: OFC